# عزرا غلانتز
عزرا غلانتز (بالإنجليزية: Ezra Glantz)‏ هو لاعب كرة يد أمريكي، ولد في 28 يناير 1945 في لوس أنجلوس في الولايات المتحدة.

## وصلات خارجية
- عزرا غلانتز على موقع أوليمبيديا (الإنجليزية)